# Чайжунусов, Маркен Жакиянович
Маркен Жакиянович Чайжунусов (каз. Мәркен Жақияұлы Шайжүнісов; 18 февраля 1939, с.Кокпекты, Кокпектинский район, Восточно-Казахстанская область) — казахстанский государственный деятель.

## Биография
Чайжунусов Маркен Жакиянович родился 18 февраля 1939 года в селе Кокпекты Семипалатинской (ныне Восточно-Казахстанской) области. Происходит из рода тобыкты племени аргын.  

### Образование
В 1963 году окончил Семипалатинский педагогический институт им. Н.К. Крупской по специальности физик-математик.
В 1979 году окончил обучение в Академии общественных наук при ЦК КПСС по специальности политолог.

### Трудовая деятельность
В 1962-1965 годах начал трудовую деятельность учителем физики и математики в средней школе имени Кирова в селе Кокпекты.
В 1965–1973 годах – первый секретарь Кокпектинского райкома, секретарь, затем первый секретарь Семипалатинского обкома ЛКСМ Казахстана.
В 1973–1977 годах – первый секретарь Ленинского райкома партии.
В 1977–1979 годах – слушатель Академии общественных наук при ЦК КПСС.
В 1979–1980 годах – второй секретарь Семипалатинского горкома партии.
В 1981–1983 годах – заместитель председателя Тургайского облисполкома.
В 1983–1985 годах – заведующий отделом культуры ЦК Компартии Казахстана.
В 1985–1988 годах – секретарь Гурьевского обкома партии.
В 1988–1990 годах – заведующий отделом Семипалатинского обкома партии.
В 1990–1991 годах – заместитель председателя Семипалатинского облисполкома.
В 1991–1992 годах – первый заместитель председателя Семипалатинского облсовета.
В 1992–1995 годах – первый заместитель главы Семипалатинской областной администрации (курировал вопросы культуры и образования).
В январе – марте 1995 года – член Комитета Верховного Совета Республики Казахстан по социальной защите населения.
В 1995–1996 годах – государственный инспектор организационно-контрольного отдела Администрации Президента Республики Казахстан.
В 1996–1998 годах – полномочный представитель Республики Казахстан в коллегии Межгосударственного экономического комитета СНГ в статусе министра Республики Казахстан.
С октября 1998 по март 2000 года – заместитель акима Восточно-Казахстанской области, аким города Семипалатинска.
С мая 2000 года – государственный инспектор организационно-контрольного отдела Администрации Президента РК.

## Общественная деятельность
Депутат Верховного Совета Республики Казахстан XI–XIII созывов.
Депутат Парламента Республики Казахстан первого и второго созывов. 
Возглавлял Государственную юбилейную Комиссию по проведению 150-летия Абая.

## Награды
За вклад в социально-экономическое развитие Семипалатинского региона Чайжунусов Маркен Жакиянович награжден орденами Знак Почета и Трудового Красного знамени, медалью «Ерен еңбегі үшін», юбилейными медалями «Қазақстан Республикасының тәуелсіздігіне 10 жыл» и «Қазақстан Республикасының тәуелсіздігіне 20 жыл», почётными грамотами Верховного Совета Казахской ССР.

## Семья
Отец Жакия Чайжунусов (1914–1983) — Герой Социалистического труда, известный педагог. В его честь в Семее названа одна из центральных улиц и финансовый колледж. 
Женат, имеет двух дочерей и четверых внуков.